# Fallicambarus petilicarpus
Fallicambarus petilicarpus är en kräftdjursart som beskrevs av Hobbs, Jr. och Robison 1989. Fallicambarus petilicarpus ingår i släktet Fallicambarus och familjen Cambaridae. IUCN kategoriserar arten globalt som starkt hotad. Inga underarter finns listade i Catalogue of Life.